# Galianthe brasiliensis
Galianthe brasiliensis es una especie de  planta de la familia de las rubiáceas.

## Descripción
Son arbustos que alcanzan un tamaño de 30-100 cm de altura, muy ramificados desde una base leñosa, frecuentemente con hojas supernumerarias pequeñas; ramitas hispídulas a glabrescentes. Hojas 0.2-2.5 × 0.1-0.7 cm, angostamente elípticas, oblongo-elípticas u oblanceoladas, papiráceas al secarse, glabrescentes en ambas superficies, la base aguda, el ápice obtuso a agudo; nervaduras secundarias 2-5 pares, broquidódromas, aplanadas en ambas superficies; pecíolos 0-4 mm; estípulas con la vaina 0.5-1 mm, redondeada, hispídula, las cerdas 3-5 en cada lado, 0.7-2 mm, muy desiguales, glabras o setulosas, diminutamente glandulares en el ápice. Inflorescencias terminales, espiciformes, formadas por címulas con (1)2-7 flores, axilares, subsésiles, dispuestas en 2-14 nudos, con hojas reducidas o brácteas foliáceas subyacentes. Flores pediceladas, los pedicelos 0.5-2.5 mm; hipanto c. 1 mm, turbinado, hispídulo-pubérulo; limbo calicino 0.5-1 mm, glabrescente, los lobos 4, subiguales, ovado-deltados, con pequeños lobos intermedios ocasionales; corola blanca o verdosa, glabra en el exterior, barbada en la garganta, el tubo 1-1.5 mm, los lobos de 1 mm, deltados, agudos; anteras en la forma brevistila 0.6-0.7 mm y exertas, en la forma longistila 0.4-0.5 mm y parcialmente exertas; estigmas c. 1 mm, en ambas formas exertos. Frutos 1.5-1.8 × 1-1.5 mm (sin incluir el limbo calicino), obovoides o turbinados, hispídulos a glabrescentes, ligeramente rugoso-reticulados, los cocos finamente cartilaginosos; semillas 1.3-2 mm, elipsoidal-obovoides, redondeadas en ambos extremos, diminutamente alveoladas, el hilo ovado prominente.

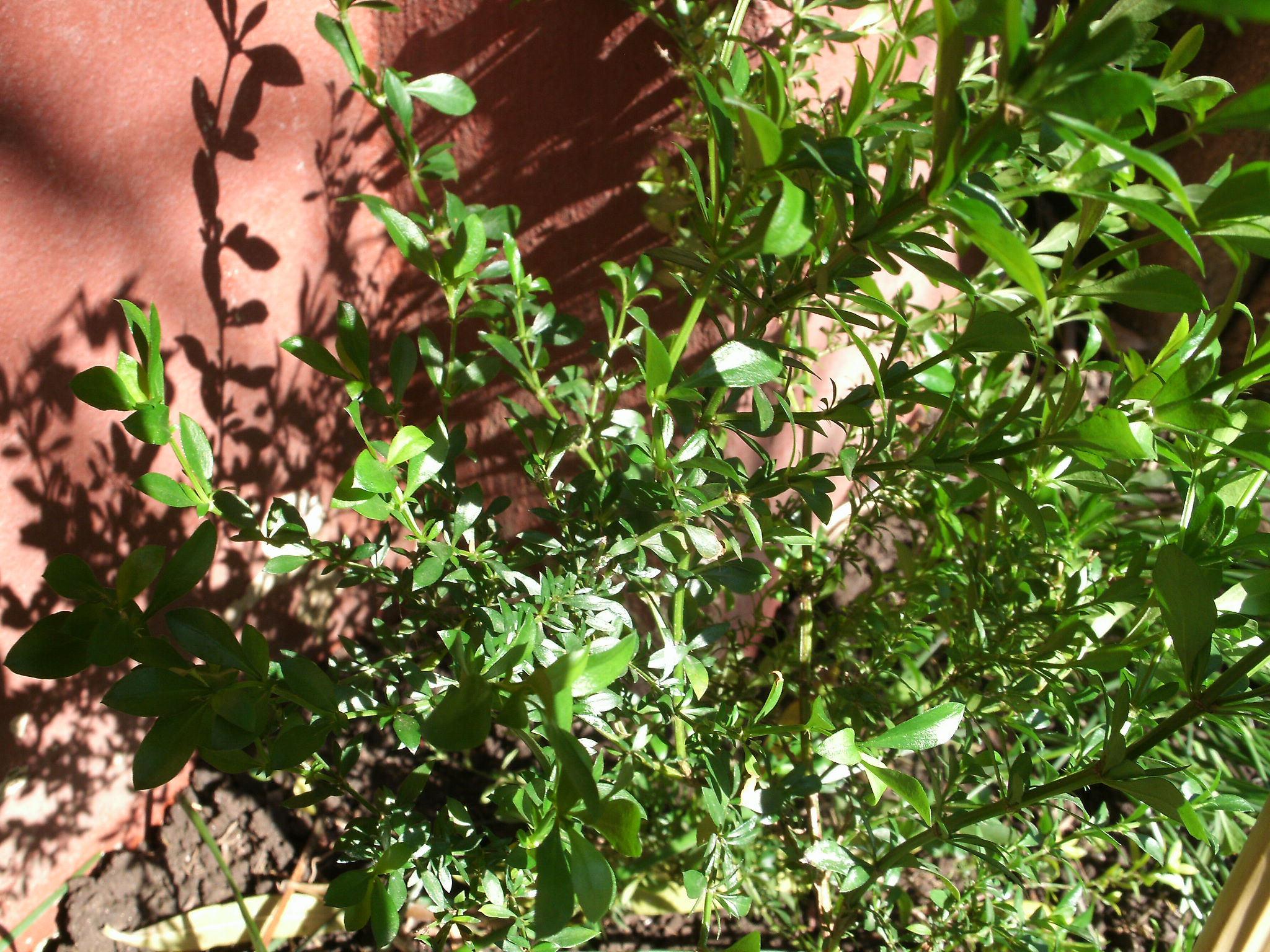
Galianthe brasiliensis, antes Diodia brasiliensis plantada en cantero de jardín residencial a media sombra. Olivos - Bs As, Argentina.

## Distribución y hábitat
Originaria de Brasil. Presente en climas cálido y semicálido entre los 380 y los 1250 m s. n. m., desde México hasta Argentina. Crece en cultivos de café, a orillas de arroyos o riachuelos, asociada a bosque tropical perennifolio y bosque mesófilo de montaña.

## Propiedades
Su principal uso medicinal es resolver trastornos ginecobstétricos. Se le emplea para la esterilidad, provoca el aborto y se utiliza contra el pujo.

## Taxonomía
Galianthe brasiliensis fue descrito por (Spreng.) E.L.Cabral & Bacigalupo y publicado en Annals of the Missouri Botanical Garden 84(4): 861. 1997[1998].
Sinonimia
- Diodia brasiliensis Spreng.
- Spermacoce ambigua Brandegee[3]